# No. 1 (Royal Red and Blue)
No. 1 (Royal Red and Blue) ist ein Gemälde von Mark Rothko.
Das Bild, das 2012 bei Sotheby’s für 75,1 Millionen Dollar an einen Telefonbieter versteigert wurde, gehört mit Orange, Red, Yellow und White Center (Yellow, Pink and Lavender on Rose) zu den drei Bildern Rothkos, die zwischen 2007 und 2012 auf Auktionen Spitzenpreise zwischen 72,8 und 86 Millionen Dollar erzielt haben.
No. 1 (Royal Red and Blue) ist das erste aus einer Reihe von acht Bildern, die 1954 in einer Einzelausstellung im Art Institute of Chicago gezeigt wurde.

## Geschichte
Die Ausstellung im Art Institute of Chicago war Rothkos erste Einzelausstellung in einem der großen US-amerikanischen Museen für zeitgenössische Kunst. Die Ausstellung mit dem Titel Recent Paintings by Mark Rothko wurde von Katherine Kuh (1904–1994) kuratiert und von Oktober 1954 bis Februar 1955 gezeigt. Benannt waren die Bilder numerisch von 1 bis 8 mit einem in Klammern gesetzten Zusatz der in dem jeweiligen Bild dominanten Farben.
Rothko selbst, der auch die Farbe der Wände bestimmt hatte, hatte die Bilder für die Ausstellung ausgewählt und war bei der Hängung beteiligt.
Vier der in der Ausstellung gezeigten Bilder befinden sich heute in öffentlichen Museen, dem Teheraner Museum für Zeitgenössische Kunst, dem Guggenheim-Museum Bilbao, der Phillips Collection in Washington D.C. und dem Whitney Museum of American Art.
Je ein Bild gehört Rothkos Kindern Christopher Rothko und Kate Rothko Prizel. Außer No. 1 (Royal Red and Blue) befindet sich noch ein weiteres Bild in Privatbesitz.
1969 verkaufte Rothko das Bild an die Marlborough A.G., Liechtenstein/Marlborough-Gerson Gallery Inc. in New York, die nach Rothkos Tod in einen Betrugsskandal mit den beiden Rothko-Erben verwickelt war.
Nach mehreren Besitzerwechseln, wurde das Bild 1982 von einem bisher unbekannten Privatsammler erworben, der es nach rund 30 Jahren in seinem Besitz 2012 bei Sotheby’s zur Versteigerung einreichte. Der Schätzpreis zu diesem Datum lag zwischen 30 und 50 Millionen $. Das Bild befindet sich jetzt in einer unbekannten privaten Kunstsammlung.

## Beschreibung
Auf einem blassroten Untergrund des hochformatigen Bildes sind drei querrechteckige Farbfelder übereinander gestapelt. Auf das blaue untere Farbfeld, dicht gefolgt von einem rosafarbenen Feld, ist das größte der Felder in einer satten orangeroten Farbe aufgeschichtet. In unregelmäßigen Abständen fließen unter dem Blau einzelne tiefrote Rinnsale heraus, die aus dem Auftrag der noch unverdünnten nassen Farbe des mittleren Feldes zu stammen scheinen und die Spuren am unteren Bildrand hinterlassen.
Der breite und lockere Pinselduktus ist in allen Farbfeldern erkennbar, so dass es zu einer Vielfalt von feinsten farblichen Abstufungen kommt. Es gibt keine klaren Begrenzungen, alle Farbflächen scheinen sich an ihren Rändern aufzulösen, so dass der blassere Untergrund hier und da zum Vorschein kommt, mit dem Effekt, dass die Farbflächen über dem Bildgrund zu schweben scheinen. In den Maßen ist die Summe der Seitenlinien der beiden unteren Felder nur knapp größer als die Seitenlinie des oberen Feldes.
Das Bild ist auf der Rückseite signiert und datiert mit #1, 1954.